# رغوة نانوية
الرغوة النانوية هي أحد أشكل المواد المسامية نانوية التركيب، والتي تكون على شكل رغاوي (بالإنجليزية: foam)‏ تحتوي على كمٍ هائلٍ من المسام ذات أقطارٍ أقل من 100 نانومتراً. حيث يُعَدُ الهلام النانوي مثالاً للرغاوي النانوية.

## رغاوٍ نانوية معدنية
اكتشف دكتور برايس تابان، والعامل بمختبر لوس آلاموس الوطني (بالإنجليزية: Los Alamos National Laboratory)‏ أسلوباً لإنتاج الرغاوي النانوية المعدنية بواسطة إشعال كريات مركبات bis(tetrazolato)amine المعدنية الحيوية. هذا وقد تم تجهيز الرغاوي النانوية لكلٍ من الحديد، الكوبلت، النيكل، النحاس، والبالاديوم باستخدام نفس الأسلوب كذلك. مع ملاحظة أن تلك المواد تتسم بأن لها كثافةً منخفضةً تصل إلى 11 mg/cm3، بالإضافة إلى مساحات أسطحٍ عاليةٍ تُقَدَرُ بـ 258 m2/g. وتتمير مثل تلك الرغاوي النانوية بأنها محفزاتٌ فعالةٌ وتجرى الآن سلسلةً من الأبحاث والاستقصاءات للبحث عن تطبيقاتٍ أخرى لها.